# 400 mètres masculin aux championnats du monde d'athlétisme en salle 2016
Pour un article plus général, voir Championnats du monde d'athlétisme en salle 2016.
Navigation
2014 2018
Le 400 mètres masculin des championnats du monde en salle 2016 s'est déroulé les 18 et 19 mars 2016 à Portland, aux États-Unis.

## Faits marquants
Les séries voient la qualification des principaux favoris, dont le tenant du titre, le Tchèque Pavel Maslák, le meilleur performeur de la saison, Bralon Taplin, et le Qatarien Abdalelah Haroun qui réalise le meilleur temps, 46 s 15.
C'est Taplin qui réalise le meilleur temps des demi-finales, 45 s 38 dans la première, tandis que dans la deuxième, Haroun et Maslák terminent dans le même centième (45 s 71).
Lors de la finale, Bralon Taplin passe en tête aux 200 mètres en 20 s 89. Il se fait passer dans les 50 derniers mètres par Maslák, qui conserve son titre, par Haroun qui prend la deuxième place, et par le Trinidadien Deon Lendore. C'est la deuxième fois qu'un Trinidadien remporte une médaille aux championnats du monde en salle, après la médaille d'argent acquise par Ian Morris en 1989 sur la même distance.

## Médaillés
| Or           | Argent           | Bronze       |
| Pavel Maslák | Abdalelah Haroun | Deon Lendore |

## Résultats

### Finale
| Rang               | Athlète                 | Nationalité       | Temps   | Notes |
| ------------------ | ----------------------- | ----------------- | ------- | ----- |
| Médaille d'or      | Pavel Maslák            | Tchéquie          | 45 s 44 |       |
| Médaille d'argent  | Abdalelah Haroun        | Qatar             | 45 s 59 | SB    |
| Médaille de bronze | Deon Lendore            | Trinité-et-Tobago | 46 s 18 |       |
| 4                  | Bralon Taplin           | Grenade           | 46 s 56 |       |
| 5                  | Boniface Ontuga Mweresa | Kenya             | 46 s 86 |       |
| 6                  | Lalonde Gordon          | Trinité-et-Tobago | 47 s 62 |       |

### Demi-finales
| Rang | Série | Athlète                 | Nationalité       | Temps | Notes |
| ---- | ----- | ----------------------- | ----------------- | ----- | ----- |
| 1    | 1     | Bralon Taplin           | Grenade           | 45.38 | Q     |
| 2    | 2     | Pavel Maslák            | Tchéquie          | 45.71 | Q     |
| 3    | 2     | Abdalelah Haroun        | Qatar             | 45.71 | Q SB  |
| 4    | 2     | Lalonde Gordon          | Trinité-et-Tobago | 46.03 | Q SB  |
| 5    | 1     | Deon Lendore            | Trinité-et-Tobago | 46.23 | Q     |
| 6    | 1     | Boniface Ontuga Mweresa | Kenya             | 46.33 | Q, SB |
| 7    | 1     | Nery Brenes             | Costa Rica        | 46.49 |       |
| 8    | 2     | Yavuz Can               | Turquie           | 46.82 |       |
| 9    | 1     | Kyle Clemons            | États-Unis        | 46.91 |       |
| 10   | 2     | Alonzo Russell          | Bahamas           | 47.07 |       |
| 11   | 2     | Fitzroy Dunkley         | Jamaïque          | 47.13 |       |
| 12   | 1     | Luka Janežič            | Slovénie          | DQ    |       |

### Séries
Qualification : 2 premiers de chaque séries (Q) et deux plus rapides (q) sont qualifiés pour les demi-finales.
| Rang | Série | Nom                     | Nationalité               | Temps | Notes     |
| ---- | ----- | ----------------------- | ------------------------- | ----- | --------- |
| 1    | 4     | Abdalelah Haroun        | Qatar                     | 46.15 | Q         |
| 2    | 3     | Bralon Taplin           | Grenade                   | 46.24 | Q         |
| 3    | 1     | Deon Lendore            | Trinité-et-Tobago         | 46.38 | Q         |
| 4    | 1     | Boniface Ontuga Mweresa | Kenya                     | 46.44 | Q SB      |
| 5    | 5     | Pavel Maslák            | Tchéquie                  | 46.57 | Q         |
| 6    | 1     | Kyle Clemons            | États-Unis                | 46.66 | q         |
| 7    | 1     | Alonzo Russell          | Bahamas                   | 46.66 | q         |
| 8    | 2     | Lalonde Gordon          | Trinité-et-Tobago         | 46.72 | Q         |
| 9    | 5     | Luka Janežič            | Slovénie                  | 46.79 | Q         |
| 10   | 3     | Yavuz Can               | Turquie                   | 46.82 | Q         |
| 11   | 2     | Fitzroy Dunkley         | Jamaïque                  | 46.83 | Q         |
| 12   | 2     | Lucas Bua               | Espagne                   | 46.86 |           |
| 13   | 4     | Nery Brenes             | Costa Rica                | 46.92 | Q SB      |
| 14   | 2     | Philip Osei             | Canada                    | 47.00 |           |
| 15   | 4     | Chidi Okezie            | Nigeria                   | 47.05 |           |
| 16   | 3     | Ricardo Chambers        | Jamaïque                  | 47.07 |           |
| 17   | 4     | Batuhan Altintas        | Turquie                   | 47.21 |           |
| 18   | 3     | Marek Niit              | Estonie                   | 47.39 |           |
| 19   | 5     | Liemarvin Bonevacia     | Pays-Bas                  | 47.48 |           |
| 20   | 5     | Payton Hazzard          | Grenade                   | 47.61 |           |
| 21   | 3     | Alberth Bravo           | Venezuela                 | 47.63 | PB        |
| 22   | 3     | Emmanuel Dasor          | Ghana                     | 47.86 |           |
| 23   | 2     | Gustavo Cuesta          | République dominicaine    | 48.46 |           |
| 24   | 1     | George Erazo            | Salvador                  | 49.66 |           |
| 25   | 5     | Mowen Boino             | Papouasie-Nouvelle-Guinée | 49.81 | PB        |
| 26   | 4     | Kristijan Efremov       | Macédoine du Nord         | 50.28 |           |
| -    | 4     | Vernon Norwood          | USA                       | DQ    | R163.3(b) |
| -    | 5     | Michael Mathieu         | Bahamas                   | DQ    | R163.3(b) |
| -    | 1     | Sadam Suliman Koumi     | Soudan                    | DNS   |           |
| -    | 2     | Orukpe Eraiyokan        | Nigeria                   | DNS   |           |

## Légende
Records et Performances
- AR : Record continental (area record)
- CR : Record des championnats (championship record)
- MR : Record du meeting (meet record)
- NR : Record national (national record)
- OR : Record olympique (olympic record)
- PR : Record paralympique (paralympic record)
- PB : Record personnel (personal best)
- SB : Meilleure performance personnelle de la saison (season's best)
- WL : Meilleure performance mondiale de l'année (world leader)
- WJR : Record du monde junior (world junior record)
- WR : Record du monde (world record)

Circonstances et Conditions
- DNF : N'a pas terminé (did not finish)
- DNS : N'a pas pris le départ (did not start)
- DQ : Disqualification (disqualification)
- NM : Aucun essai valable enregistré (No Mark)
- Q : Qualifié « directement » au prochain tour (ou à la prochaine compétition), lors d'une compétition majeure, grâce au classement ou à la réalisation des minima (automatic qualifier)
- q : Qualifié au prochain tour (ou à la prochaine compétition), lors d'une compétition majeure, grâce au repêchage ou à la réalisation de l'une des meilleures performances parmi celles des « non qualifiés directement » (grâce au meilleur temps ou à la meilleure distance par exemple) (secondary qualifier)